# Money in the Bank (2020)
Money in the Bank (2020) — одиннадцатое по счёту шоу Money in the Bank, премиальное живое шоу производства американского рестлинг-промоушна WWE. Шоу прошло 10 мая 2020 года. Хотя большая часть транслировалась в прямом эфире из WWE Performance Center в Орландо, Флорида, одноимённые матчи с лестницами шоу были предварительно записаны 15 апреля в здании глобальной штаб-квартиры WWE Titan Towers в Стамфорде, Коннектикут.
Первоначально мероприятие планировалось провести на арене Royal Farms Arena в Балтиморе, Мэриленд, но из-за пандемии COVID-19 все шоу, которые должны были состояться в мае были отменены.
На мероприятии было проведено восемь матчей, в том числе один на предварительном шоу. В главном событии Отис и Аска выиграли контракты Money in the Bank.

## Производство

### Предыстория
Money in the Bank (MITB) — это ежегодное шоу, производимое в WWE с 2010 года и обычно проводиться в период с мая по июль. Концепция шоу исходит из устоявшихся лестничных матчей Money in the Bank, в котором несколько рестлеров используют лестницы, чтобы получить чемодан, висящий над рингом. Чемодан содержит контракт, который гарантирует победителю матч за мировое чемпионство по его выбору в любое время в течение следующего года. В 2020 году рестлеры-мужчины участвовали за контракт, предоставив им матч либо за Чемпионство WWE бренда Raw, или за Вселенское Чемпионство WWE бренда SmackDown, аналогично как и рестлеры-женщины участвовали за контракт за матч Женского чемпионства WWE Raw или Женского чемпионства WWE SmackDown. В 2020 году шоу стало одиннадцатым по счету ежегодным событием в хронологии Money in the Bank.

#### Последствия пандемии коронавируса

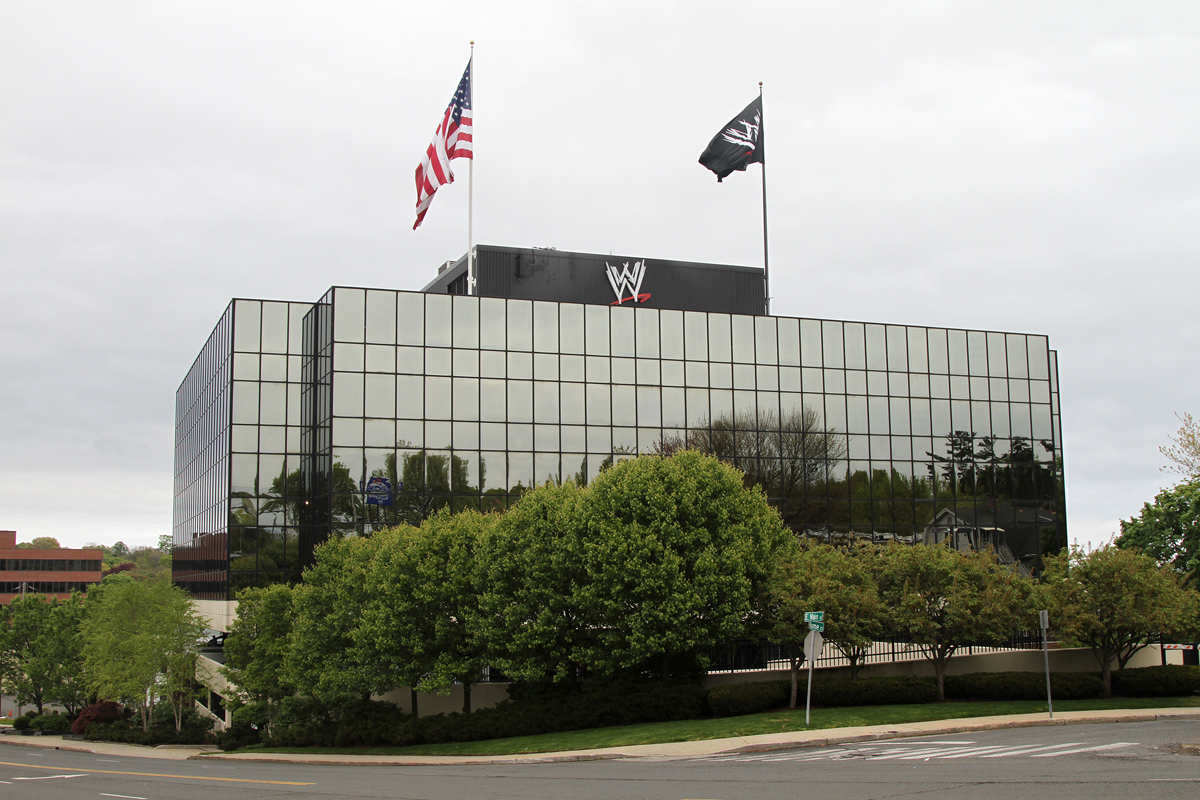
Штаб-квартира компании расположена в городе Стэмфорде, штат Коннектикут, где на крыше здания проходили лестничные матчи за женский и мужской кейс Money in the Bank

Как и в других программах WWE с середины марта, пандемия COVID-19 потребовала изменений в PPV; Money in the Bank первоначально должно пройти в Балтиморе на арене Royal Farms Arena. Однако 30 марта штат Мэриленд издал приказ о пребывании сидеть дома. Реклама, рекламирующая Money in the Bank, вышла в эфир во время второго дня WrestleMania 36 5 апреля, но без указания места проведения. Впоследствии Royal Farms Arena отменила все мероприятия из-за пандемии и начала выдавать компенсации.
WWE изначально не объявляла, будет ли мероприятие по-прежнему проходить в другом месте (например, в Подготовительном Центре WWE в Орландо, где большинство шоу WWE проводятся с середины марта), но в эпизоде SmackDown от 17 апреля было объявлено, что два лестничных матча Money in the Bank пройдут в главной штаб-квартире WWE в Стэмфорде, штат Коннектикут. Кроме того, к матчам был добавлен новый трюк «корпоративные лестницы», в котором участники должны были перемещаться с первого этажа на крышу здания, чтобы найти кейс, который сам был подвешен над рингом на крыше. На эпизоде SmackDown от 1 мая было объявлено, что мужские и женские матчи будут проходить в одно и то же время. С изменением формата количество участников в каждом матче также сократилось до шести; начиная с Money in the Bank 2018 года, как в мужских, так и в женских лестничных матчах участвовали восемь рестлеров, которые были равномерно распределены между брендами Raw и SmackDown. В то время как лестничные матчи были предварительно записаны 15 апреля , в день проведения мероприятия было подтверждено, что все остальные матчи будут проходить в прямом эфире из Подготовительного Центра WWE.

### Сюжетные линии
Шоу состояло из восьми матчей, в том числе одного на пре-шоу Кикофф. Поединки происходили из сценарных сюжетных линий, где рестлеры изображали героев, злодеев или менее различимых персонажей в сценарных линих, которые создавали напряжение и завершались реслинг матчей или серией матчей. Результаты были предопределены сценаристами WWE по брендам Raw и SmackDown, как и сюжетные линии созданые на еженедельных телевизионных шоу WWE, Monday Night Raw и Friday Night SmackDown.
На Super ShowDown «Изверг» Брэй Уайатт проиграл Вселенский титул Голдбергу, который, в свою очередь, проиграл титул Брауну Строуману во время первого дня WrestleMania 36 . На следующем эпизоде SmackDown Уайатт прервал Строумана после его матча и напомнил Строуману, что именно он привел его в WWE со своей старой группировкой Семьёй Уайатта. Затем Уайатт заявил, что хочет вернуть свой титул, и Строуман принял вызов, который запланирован на Money in the Bank, хоть и против обычного Уайатта, а не Изверга.
Отборочные матчи за женский лестничном матч Money in the Bank состоялись 13 апреля на эпизоде Raw. Аска, Шейна Басзлер и вернувшаяся Ная Джакс квалифицировались на матч, соответственно победив Руби Райотт, Сару Логан и Кайри Сейн. Затем на эпизоде SmackDown от 17 апреля
Дана Брук квалифицировалась, победив Наоми. На следующей неделе в SmackDown Лэйси Эванс победила Сашу Бэнкс, квалифицировалась на этот матч. Кармелла выиграла последнее место, победив Мэнди Роуз на эпизоде SmackDown от 1 мая.
Отборочные матчи за мужской лестничный матч Money in the Bank состоялись 17 апреля на эпизоде SmackDown где Дэниел Брайан победил Сезаро пройдя квалификацию. На эпизоде Raw 20 апреля Алистер Блэк, Аполло Крюс и Рей Мистерио квалифицировались на матч, соответственно победив Остина Теори, Монтеля Вонтавиуса Портера (MVP) и Мерфи. Затем Король Корбин квалифицировавшись, победив Дрю Гулака на эпизоде SmackDown 24 апреля. На эпизоде Raw 27 апреля Крюс повредил свое левое колено во время матча за чемпионство Соединенных Штатов против Андраде, тем самым вытащив его из лестничного матча. Отис был следующим, кто прошел квалификацию, победив Дольфа Зигглера на эпизоде SmackDown от 1 мая. На эпизоде Raw от 4 мая впервые появился Эй Джей Стайлз с того момента, как он был похоронен заживо Гробовщиком на Рестлмании 36, — выиграв гаунлент матч, занять последнее место, освобожденное Крюсом.
Во время второго дня Рестлмании 36 , Тамина была первой устранена в фатальном пятистороннем матче на выбывании за Женское чемпионство SmackDown из-за того, что все другие конкурентки навалились на нее сверху и удержали; впоследствии Бэйли защитила титул. На следующем SmackDown Тамина указала на тот факт, что Бэйли ни одна другая конкурентка в этом матче фактически не обыграли ее и вызвала Бэйли на одиночный матч за Женское чемпионство SmackDown. Бейли согласилась, если Тамина сможет победить её подругу Сашу Бэнкса, что она и сделала на следующей неделе, заработав титульный матч на Money in the Bank.
Во время первого дня Рестлмании 36 , Сет Роллинс проиграл Кевину Оуэнсу, в то время как в главном событии второго дня, Дрю Макинтайр победил Брока Леснара, выиграв чемпионство WWE. На эпизоде Raw от 13 апреля Роллинс заявил, что, проиграв Оуэнсу, он был распят и теперь действительно воскрес (купившись на свой гиммик « Понедельничный Мессия вечером»). Позже он напал на Макинтайра после матча последнего, выполнив Стомп по нему. На следующей неделе Макинтайр вызвал Роллинса на поединок на Money in the Bank с его титулом на кону, заявив, что как чемпион он должен встретиться с лучшими. Роллинс ответил, отметив их сходство, например, оба были бывшими чемпионами NXT, а также оба победили Леснара, чтобы выиграть Мировое чемпионство на WrestleMania (имеется ввиду что Роллинс сделал дважды, сначала на WrestleMania 31 в 2015 году за Чемпионство WWE, в то время называлось Мировое Чемпионство WWE в тяжелом весе, и снова на WrestleMania 35 за Вселенское Чемпионство). Затем Роллинс принял вызов Макинтайра.
На эпизоде SmackDown от 17 апреля The New Day’s в лице Биг И победил Джея Усо (представляющего The Usos) и защищающего командного чемпиона The Miz (представляющего себя и Джона Моррисона) в матче тройной угрозы, выиграть Командное чемпионство SmackDown для Нового Дня. На следующей неделе Lucha House Party (Линс Дорадо и Гран Металик) вышли, бросить вызов Новому Дню, но были прерваны Мизом и Джоном Моррисоном, которые также бросили вызов Новому Дню. Затем на SmackDown дебютировали Забытые сыновья (The Forgotten Sons) (Стив Катлер, Джаксон Райкер и Уэсли Блейк), прежде чем атаковать Новый День они заявили, что возьмут на себя командный дивизион SmackDown. На следующей неделе «Забытые сыновья» (Катлер и Блейк) победили «Новый День» (Биг И и Кофи Кингстона), где Миз и Моррисон выступали в роли комментаторов. Затем для Нового Дня была запланирована защита Командного чемпионства SmackDown против Забытых сыновей, Миз и Моррисона, а также Lucha House Party в фатальном четырехстороннем командном матче на Money in the Bank.

## Шоу
| Должность:              | Имя:                       |
| ----------------------- | -------------------------- |
| Английские комментаторы | Майкл Коул (SmackDown)     |
| Английские комментаторы | Кори Грэйвс (SmackDown)    |
| Английские комментаторы | Том Филлипс (Raw)          |
| Английские комментаторы | Самоа Джо (Raw)            |
| Английские комментаторы | Байрон Сэкстон (Raw)       |
| Испанские комментаторы  | Карлос Кабрера             |
| Испанские комментаторы  | Марсело Родригес           |
| Ринг анонсеры           | Грег Гамильтон (SmackDown) |
| Ринг анонсеры           | Майк Ром (Raw)             |
| Судьи                   | Данило Анфибио             |
| Судьи                   | Шон Беннетт                |
| Судьи                   | Джессика Карр              |
| Судьи                   | Джон Кон                   |
| Судьи                   | Дэн Энглер                 |
| Судьи                   | Дэррик Мур                 |
| Судьи                   | Чад Паттон                 |
| Судьи                   | Род Сапата                 |
| Интервьюеры             | Чарли Карузо               |
| Интервьюеры             | Кайла Брэкстон             |
| Интервьюеры             | Элис Эштон                 |
| Панель пре-шоу          | Скотт Стэнфорд             |
| Панель пре-шоу          | Питер Розенберг            |
| Корреспонденты пре-шоу  | Рене Янг                   |
| Корреспонденты пре-шоу  | Букер Ти                   |
| Корреспонденты пре-шоу  | Джон «Брэдшоу» Лэйфилд     |

### Пре-шоу

#### Джефф Харди против Сезаро
Во время пре-шоу «Money in the Bank» Джефф Харди столкнулся с Сезаро. В конце концов Харди исполнил Свэнтон бомбу на Cезаро, выиграв матч.

### Предварительные матчи

#### Новый День пр. Миза и Джона Моррисона пр. Луча Хаус Пати пр. Забытых Сыновей
Собственно pay-per-view открыли Новый день (Биг И и Кофи Кингстон), защищающие Командные Чемпионства SmackDown против Миза и Джона Моррисона, Lucha House Party (Линс Дорадо и Гран-Металик) и The Forgotten Sons (Забытые Сыны) (Стив Калтер и Уэсли Блейк) (в сопровождении Джаксона Райдера). Во время матча Райдер был выброшен с ринга. В кульминационный момент Биг И исполнил Big Ending на Металике, сохранив титулы.

#### Р-Труф пр. Бобби Лэшли
Далее, R-Truth должен был встретиться с MVP. Правда того он начал оскорблять, в итоге был обижен. Бобби Лэшли тогда прервал его и решил, что он будет тем, кто посмотрит R-Truth в глаза, и MVP согласился. В конце концов, Лэшли исполнил Spear на Труфе, выиграв этот матч.

#### Бэйли пр. Тамины
После этого Бэйли (в сопровождении Саши Бэнкс) защищала Женское Чемпионство SmackDown против Тамины. Во время первой половины матча Бэйли начала целиться в ногу Тамины. После того как Бэйли насмехалась над Таминой, брызгая на нее водой, Тамина продела Бэйли клоузлан и бросила ее на комментаторский стол. После того как Тамина совершила Самоанский бросок на Бэйли, Бэнкс отвлекла Тамину. Это позволило Бэйли прийти в себя и напасть на Тамину. Когда Тамина попыталась сделать Самоанский бросок, Бейли сделала ответный бросок и удержав, сохранила титул. После матча, Тамина в третий раз попыталась выполнить Самоанский бросок на Бейли, Бэнкс атаковала Тамину и снова спасла Бейли.

#### Брон Строуман пр. Брэя Уайатта
Следующий матч Браун Строуман защищал Вселенский титул против Брэя Уайатта. Во время матча Строуман доминировал над Уайаттом. Когда Строуман попытался схватить Уайатта за пределами ринга, Уайатт уклонился от Строумана, который столкнулся с комментаторским столом. Затем за баррикадой появился Хаскус, кукольный мальчик-свинья, чтобы подбодрить Уайатта, пока тот доминировал над Строуманом. Уайатт исполнил сестру Эбигейл на «Строумане». Когда Уайатт попытался сделать еще одну попытку с сестрой Эбигейл, Строуман ответил ему удушливым криком. Затем Строуман исполнил Running Powerslam на Уайатте за пределами ринга. В заключительные моменты Строуман носил свою старую маску" паршивой овцы", с которой Уайатт насмехался над ним в эпизодах SmackDown и был неотъемлемой частью гиммика Строумана во время его пребывания в семье Уайаттов. Строуман начал играть в интеллектуальные игры с Уайаттом, который истерически смеялся и ликовал, что Строуман, вероятно, решил присоединиться к Уайатту, и они обнялись. Однако Строуман оттолкнул Уайатта назад, снял маску, а затем исполнил Running Powerslam на Уайатте, сохранив титул. После матча, когда Уайатт сидел в углу, понимая, что его перехитрили, на экране появилось изображение Изверга.

#### Дрю Макинтайр пр. Сета Роллинса
В предпоследнем матче, который был заключительным матчем из Подготовительного Центра WWE (и финальным матчем, который транслировался в прямом эфире), Дрю Макинтайр защищал Чемпионство WWE против Сета Роллинса. Роллинс исполнил стомб по Макинтайру. В конце концов, когда Роллинс попытался еще раз использовать стомп ногой, Макинтайр ответил ему Glasgow Kiss. Отскакивая от канатов, Роллинс выполнил суперкик, но поскольку Макинтайр также отскочил от канатов, он выполнил Клеймор кик на Роллинсе, чтобы сохранить титул. После матча Макинтайр пожал руку Роллинсу, и тот неохотно подчинился.

### Мэйн эвент: Лестничные матчи за женский и мужской чемоданчик Money in the Bank
В главном событии, как мужские, так и женские лестничные матчи Money in the Bank происходили одновременно в штаб-квартире WWE Global. В женском матче участвовали: Аска, Шейна Басзлер, Ная Джакс, Лейси Эванс, Кармелла и Дана Брук, а в мужском: Эй Джей Стайлз, Рей Мистерио, Алистер Блэк, Король Корбин, Дэниел Брайан и Отис. Женщины начали с вестибюля, где Аска прыгнула с антресолей на других соперниц, потом села в лифт. Мужчины тем временем начали разбираться между собой в спортзале, где Отис пришпилил Стайлза под штангой. Выйдя из спортзала, Мистерио пробежал мимо туалетов, где столкнулся с Brother Love (гиммик Брюса Причарда).
Брайан, Блэк, Отис и Корбин ввалились в лифт и выскочили на другой этаж, где на короткое время столкнулись с Эванс, Басслер и Кармеллой. Брайан выполнил Yes кики ногами на Корбине с поощрением Отиса, после чего Брайан атаковал Отиса. Ненадолго появился из-за кресла, клоун-пародист Доинк. Затем Басзлер, Брук, Джакс и Кармелла ворвались в конференц-зал штаб-квартиры, чтобы снять Money in the Bank. Вырубив Джакс стальным стулом, Брук отцепила чемоданчик с бутафорскими деньгами, свисавшем с потолка, и торжествовала, думая, что выиграла, но тут появилась Стефани Макмен и напомнила Брук, что настоящий чемодан все еще на крыше. Затем Кармелла сняла со стены большой плакат (изображавший ее саму, выигравшую первый лестничный женский Money in the Bank матч) и разбила его об голову Брук. Затем Эванс исполнила финишер Womens Right на Кармелле. В поисках Мистерио Стайлз наткнулся на большой плакат с изображением Гробовщика, а затем наткнулся на тематическую комнату Гробовщика, которая вызвала у него воспоминания о его проигрыше Гробовщику на WrestleMania 36. Затем Блэк набросился на Стайлза и закрыл дверь, тем самым заперев его в комнате.
Все участники, кроме Стайлза и Аски, собрались в комнате, где Пол Хейман наслаждался шведским столом, и последовала межполовая борьба едой. Во время рукопашной схватки Басзлер применила Kirifuda Clutch на Мистерио. Джакс швырнула Кармеллу через буфетный стол и поиграла с Отисом в глделки, потом они разошлись в разные стороны. Затем Отис столкнулся в кафетерии с Джоном Лауринайтисом и швырнул ему в лицо пирог.
Позже Стайлз и Брайан дрались в кабинете Винса Макмэна, после чего мистер Макмэн, кторорый все это время сидел в кабинете, встал со своего рабочего места и приказал им уйти. Однако прежде чем уйти, Стайлз и Брайан расставили стулья на свои места.
Аска первой добралась до крыши, за ней последовали Джакс и Эванс. Все трое сражались в ринге крыши и вокруг него, пока Аска сбросила лестницу на Джакс. Затем Аска немного подралась с Эванс на лестнице, бросить ее на Джакс. Когда Аска снова поднялась по лестнице, Корбин появился на крыше и взобрался на другую сторону лестницы; однако Аска сбросила и его. Затем Аска схватила женский чемоданчик, выиграв женский Money in the Bank матч. Следующим на крышу поднялся Отис, за ним последовали Блэк, Мистерио, Стайлз и Брайан. Корбин расправился с Мистерио и Блэком, сбросив их с крыши. Стайлз выполнил Phenomenal Forearm на Отисе, и Стайлз с Корбином поднялись по лестнице. После потасовки на верхней ступеньке лестницы Стайлз и Корбин расстегнули мужской чемоданчик, держа его обеими руками. Затем появился Элайас и набросился на Корбина с гитарой. Это заставило Стайлза и Корбина сунуть чемодан в руки Отиса, который таким образом выиграл мужской Money in the Bank матч.

## После шоу

### Raw
На выпуске Raw Бекки Линч, выйдя с женским чемоданом Money in the Bank объявила, что она берет перерыв. Затем вышла возмущенная Аска, утверждая, что честно выиграла свой контракт Money in the Bank. Затем Бекки открывает чемоданчик с замком, пароль на который знала только она, внутри которого оказался пояс, и объясняет, что перед шоу попросила поднять ставки. Линч сказала Аске, что она беременна, и это стало причиной того, что она отказалась от титула. Таким образом, Аска стала второй чемпионкой Большого Шлема среди женщин WWE.

#### SmackDown
На следующем выпуске SmackDown, победитель Money in the Bank Отис был гостем на MizTV, где Миз и Джон Моррисон высмеивали Отиса и его отношения с Мэнди Роуз. Затем Миз и Моррисон вызвали Отиса на командный поединок. Из-за отсутствия партнера Отиса по команде Такера, Отис должен был найти друго партнера. Позже тем же вечером партнер Отиса стал Вселенский Чемпионом Брауном Строуманом и победили Миз и Моррисона в командном матче. После матча Роуз вышла поздравить Отиса, а затем отвлекла Строумэна, чтобы тот использовал контракт. У Отиса было искушение, однако он решил не делать этого и начал объяснять Строуману, что тот «просто шутит».

## Результаты
| №                                                    | Матч | Тип матча                                                                   | Время | Оценки от Дейва Мельтцера |
| ---------------------------------------------------- | --- | --------------------------------------------------------------------------- | ----- | ------------------------- |
| 1P                                                   | Джефф Харди победил Сезаро | Одиночный матч                                                              | 13:30 | 3.5 звезды                |
| 2                                                    | «Новый день» (с) (Биг И и Кофи Кингстон) победил Миза и Джона Моррисона, «Луча Хаус Пати» (Линс Дорадо и Гран-Металик) и «Забытых сыновей» (Стив Калтер и Уэсли Блейк) | Фатальный четырехсторонний матч за титулы Командных Чемпионов WWE SmackDown | 12:00 | 3.5 звезды                |
| 3                                                    | Бобби Лэшли победил Р-Труфа | Одиночный матч                                                              | 1:40  | 1 звезда                  |
| 4                                                    | Бэйли (с) (в сопровождении Саши Бэнкс) победила Тамину | Титульный матч за Женское Чемпионство WWE SmackDown                         | 10:30 | 1.5 звезды                |
| 5                                                    | Брон Строумэн (с) победил Брэя Уайатта | Титульный матч за Вселенское Чемпионство WWE                                | 10:55 | DUD                       |
| 6                                                    | Дрю Макинтайр (с) победил Сета Роллинса | Титульный матч за Чемпионство WWE                                           | 19:20 | 4.25 звезды               |
| 7                                                    | Аска победила Шейну Басзлер, Наю Джакс, Лэйси Эванс, Кармеллу и Дану Брук                                                                                              | Лестничный Money in the Bank матч за Женское Чемпионство WWE Raw            | 22:00 | без оценки                |
| 8                                                    | Отис победил Эй Джей Стайлза, Рея Мистерио, Алистер Блэк, Короля Корбина, Дэниеля Брайана                                                                              | Лестничный Money in the Bank матч за контракт на мировое чемпионство        | 27:15 | без оценки                |
| (с) — чемпион на момент поединка P — матч на пре-шоу | |                                                                             |       |                           |

## Заметки
1. ↑   Большая часть мероприятия проходила в прямом эфире из Подготовительного центра WWE в Орландо, штат Флорида, в то время как одноименные лестничные матчи шоу были предварительно записаны в здании штаб-квартиры WWE Titan Towers global в Стэмфорде, штат Коннектикут
2. ↑  Мероприятие проходило без зрителей из-за пандемии COVID-19
3. ↑  Есть мнение что перед тем как закрыть дверь кабинета Макмена, Брайан сказал Стайлзу слово Уходим на русском языке [31]
4. ↑  DUD - означает что матч недействителен
5. 1 2  В то же самое время были оспорены мужские и женские лестничные Money in the Bank матчи. В дополнение к обычному Money in the Bank участники должны были начать с первого этажа штаб-квартиры WWE Global и подняться на крышу здания, где располагались ринг, лестницы и чемоданы.
6. ↑  Первоначально матч был объявлен как контракт за матч женского чемпионства в соответствии с традицией, но на следующий вечер Raw было обнаружено, что самом деле был матч за женского Чемпионство Raw (который был помещен внутри чемодана Money in the Bank  ) из-за того, что предыдущая чемпионка Бекки Линч ушла в отпуск из-за беременности.
7. 1 2  По мнению журналиста оценивать, заранее записанные и отредактированные матчи,выглядит весьма смехотворно.[40]